# Persingen
Persingen est un tout petit village de la commune néerlandaise de Berg en Dal dans la province de Gueldre. Persingen est situé dans le Ooijpolder. Persingen compte 37 maisons et 98 habitants et est considéré être le plus petit village des Pays-Bas.

## Quelques données historiques
Vers 1650, Persingen est une seigneurie à lui seul: Heerlickheijt Persinghen inder Oije. Autrefois, le village a été plus grand, et les habitations s'étiraient sur des tertres et une digue semi-circulaire, Circul d'Ooij.Mais le Ooijpolder subissait souvent des inondations et le village a rétréci au XVIIIe siècle et a été presque complètement englouti en 1809 par le Waal. Ce qui reste de Persingen est situé autour de l'église sur un donk, dune de sable fluvial. Un deuxième reste sont les quelques fermes au lieu-dit Wercheren.
Du temps de Napoléon, la commune d'Ooij-Persingen est formée ; le Seigneur de Persingen devient le premier maire. En 1818, Ooij-Persingen est fusionnée avec Beek pour former la commune d'Ubbergen qui, le 1er janvier 2015 a fusionné avec Groesbeek et Millingen aan de Rijn pour former une nouvelle commune, nommée provisoirement en 2015 Groesbeek pour être nommée par la suite Berg en Dal.

## Monuments

### Église
L'église de Persingen, parfois appelée à tort chapelle de Persingen. D'abord chapelle, elle a été consacrée originellement à St. Dionysius. Elle est devenue probablement entre 1322 et 1333 église paroissiale. Au XVIIe siècle devenu temple protestant. Elle a été désaffectée fin XVIIe ou début XVIIIe siècle. En 1819 on l'a aménagée en habitations. La commune d'Ubbergen achète le bâtiment en 1907 pour éviter sa destruction. En 1949, les scouts catholiques en ont fait leur chapelle St. George et le bâtiment est restauré en 1953-1954. Désaffectée ensuite, elle est actuellement utilisée pour des expositions et comme site pour les célébrations de mariages et des services d'enterrements. L'église et sa tour sont classés Rijksmonument, monuments historiques.
Dans l'église se trouve depuis 2002 un orgue de 1861 du facteur d'orgues Lindsen, provenant d'Elst (province d'Utrecht).

### Ferme de 1809
À côté de l'église se trouve une ferme qui a été reconstruite après les inondations de 1809. Cette ferme est classée Rijksmonument.

### Poste électrique
Par mesure de sécurité, on construisait dans la plaine inondable entre Rhin et Waal des postes électriques en forme de tour. Le poste électrique à Persingen, appelée Torentje est classé Rijksmonument.

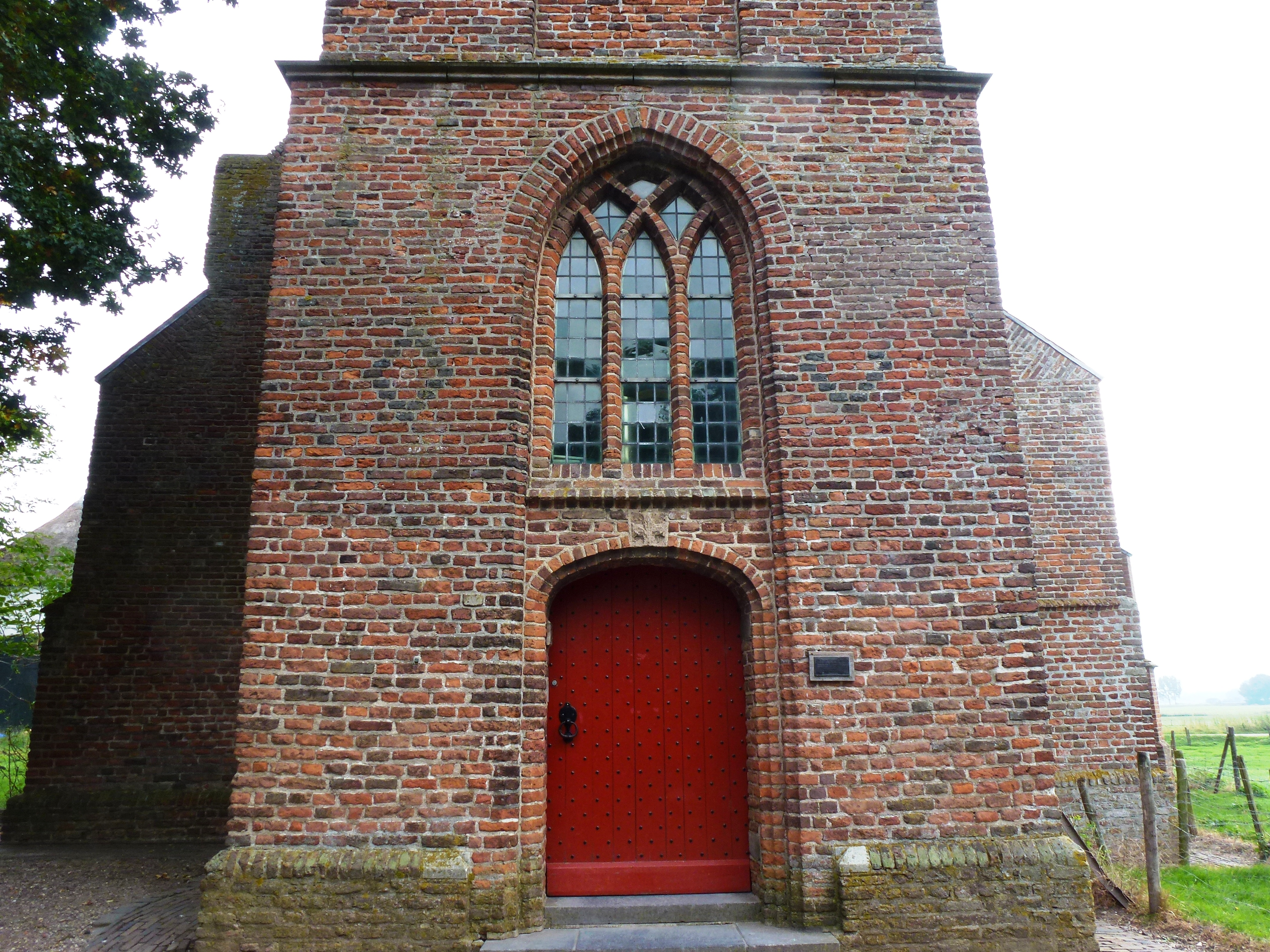
La partie basse de la tour de l'église
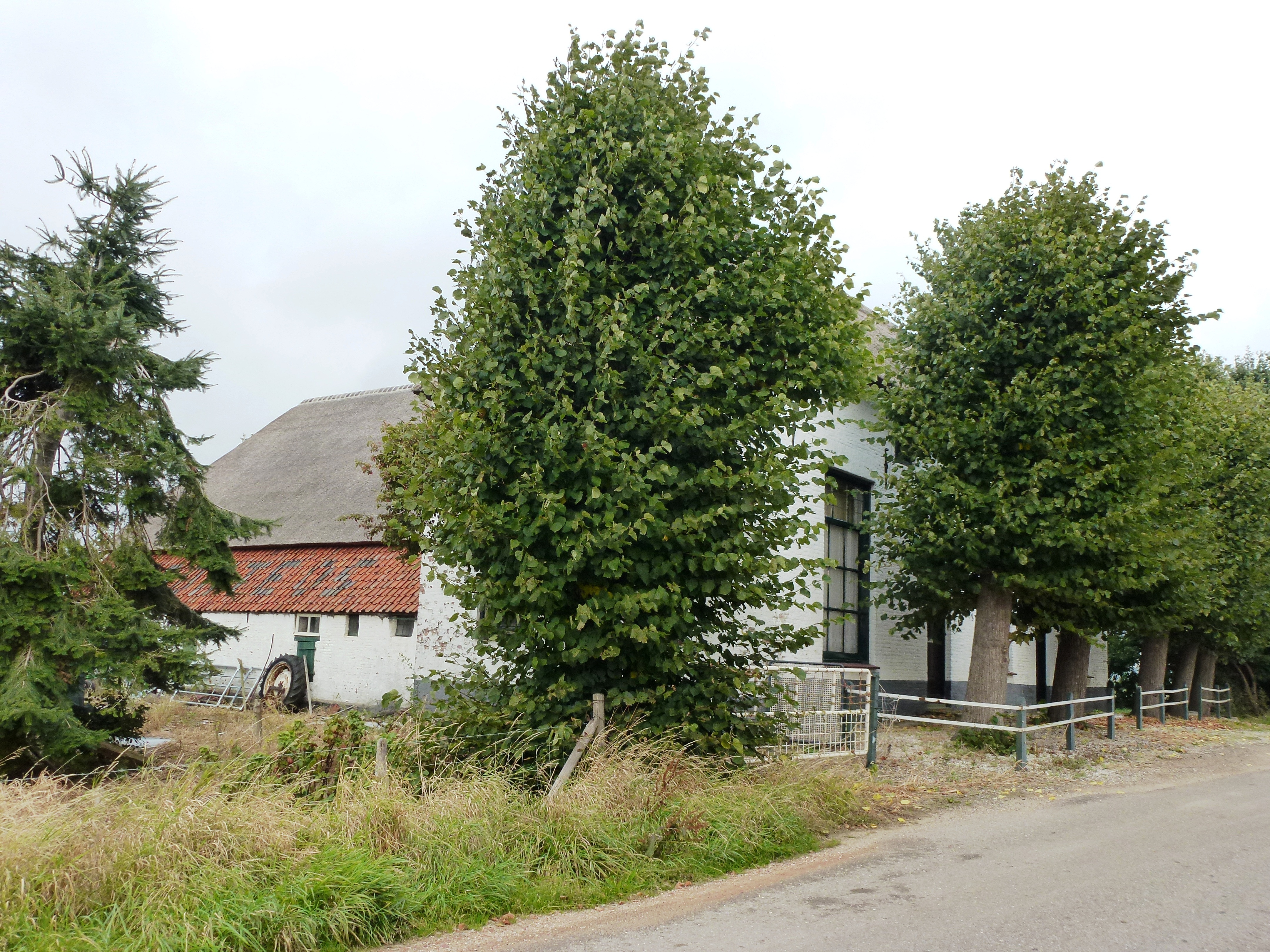
Ferme de 1809
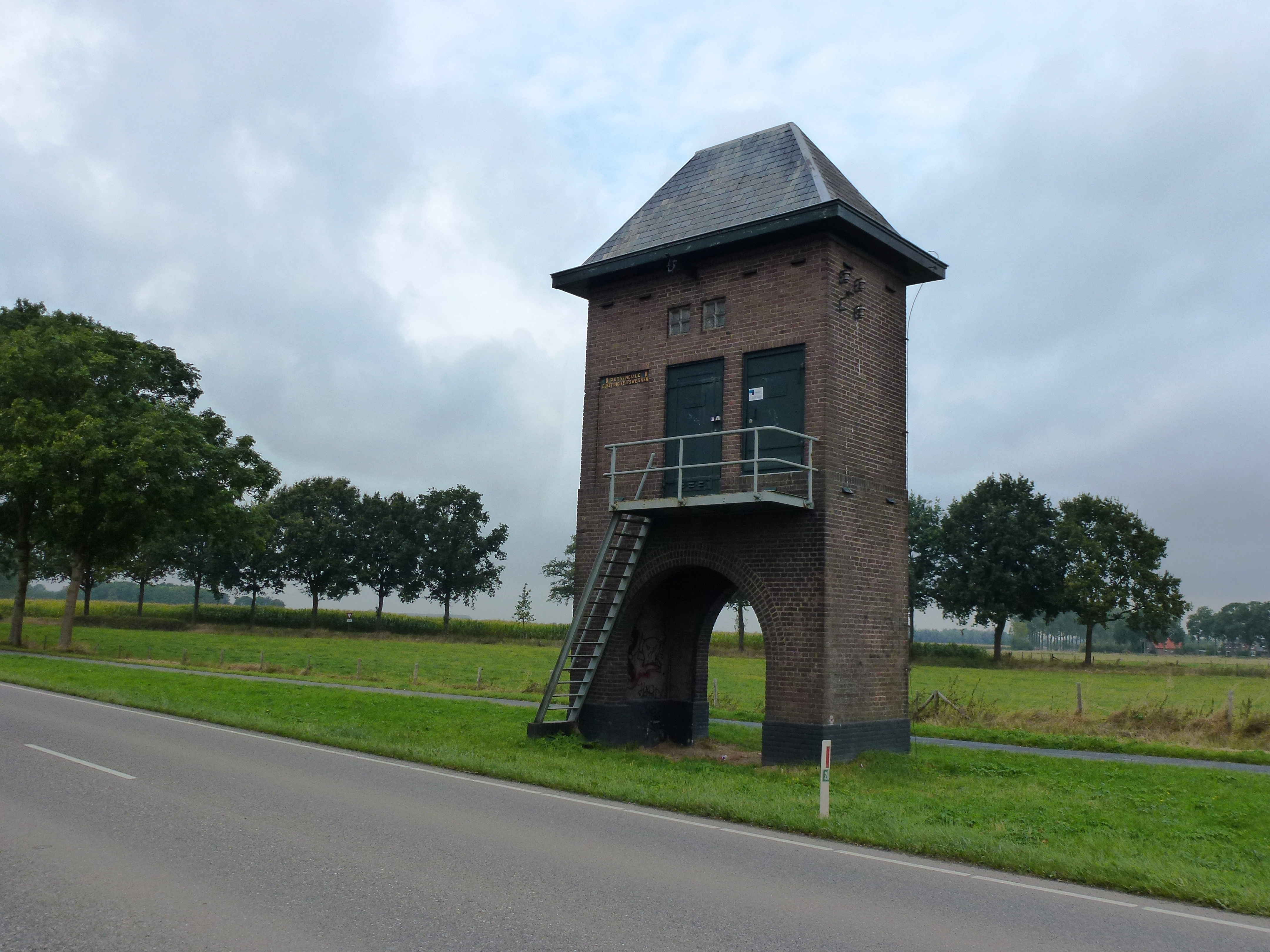
La poste électrique
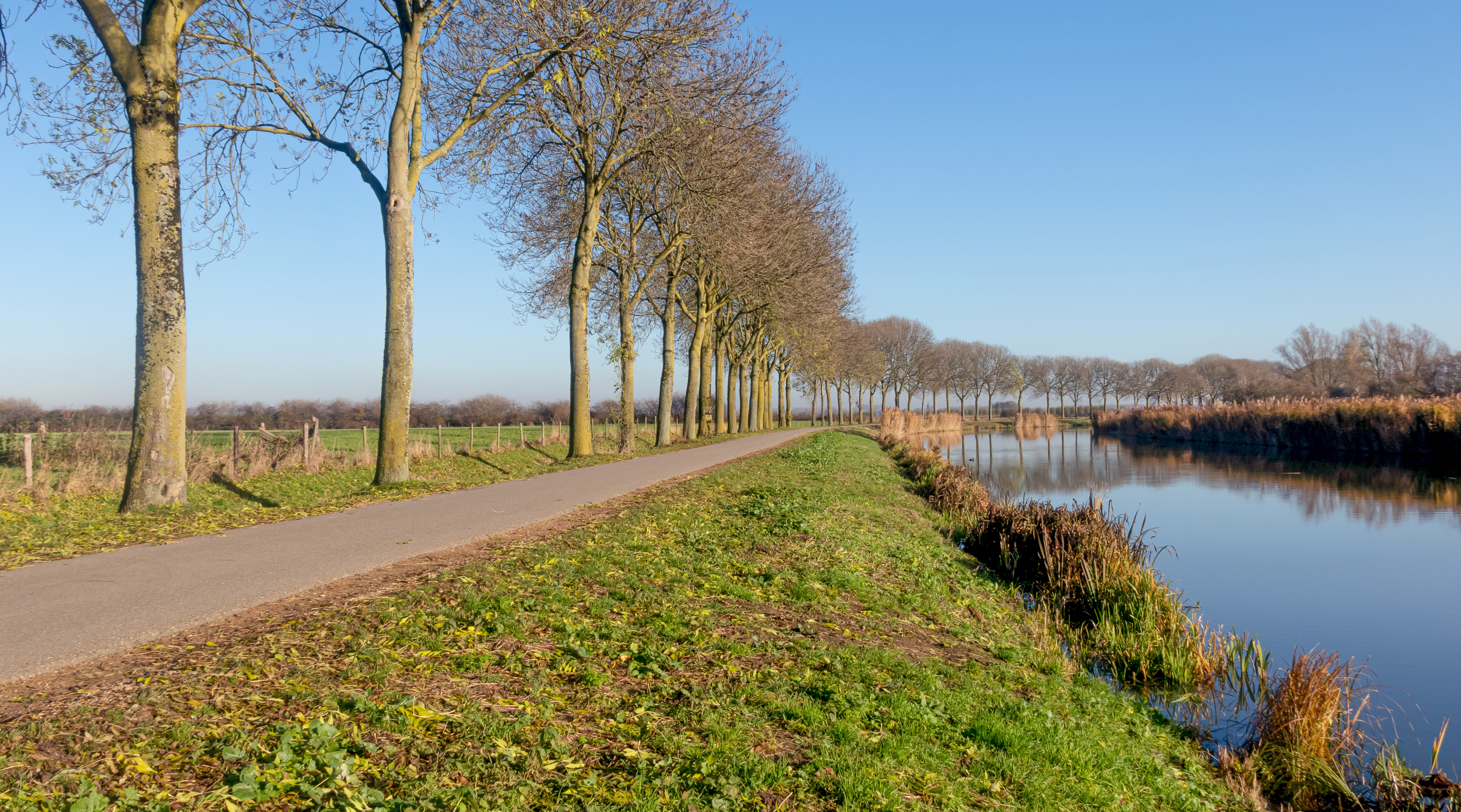
La vue sur la rue au bord du Meertje
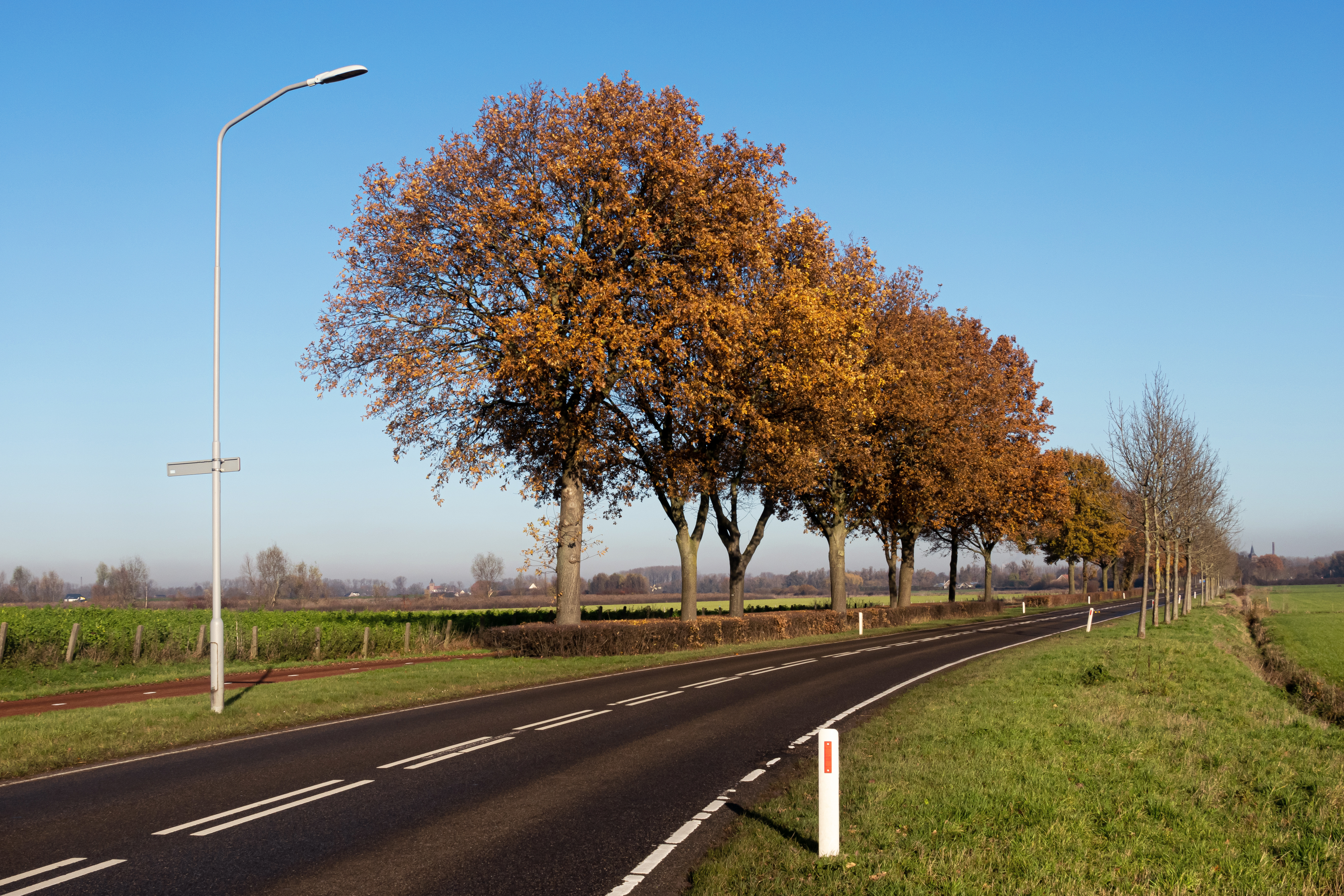
Les arbres du Sint Hubertusweg
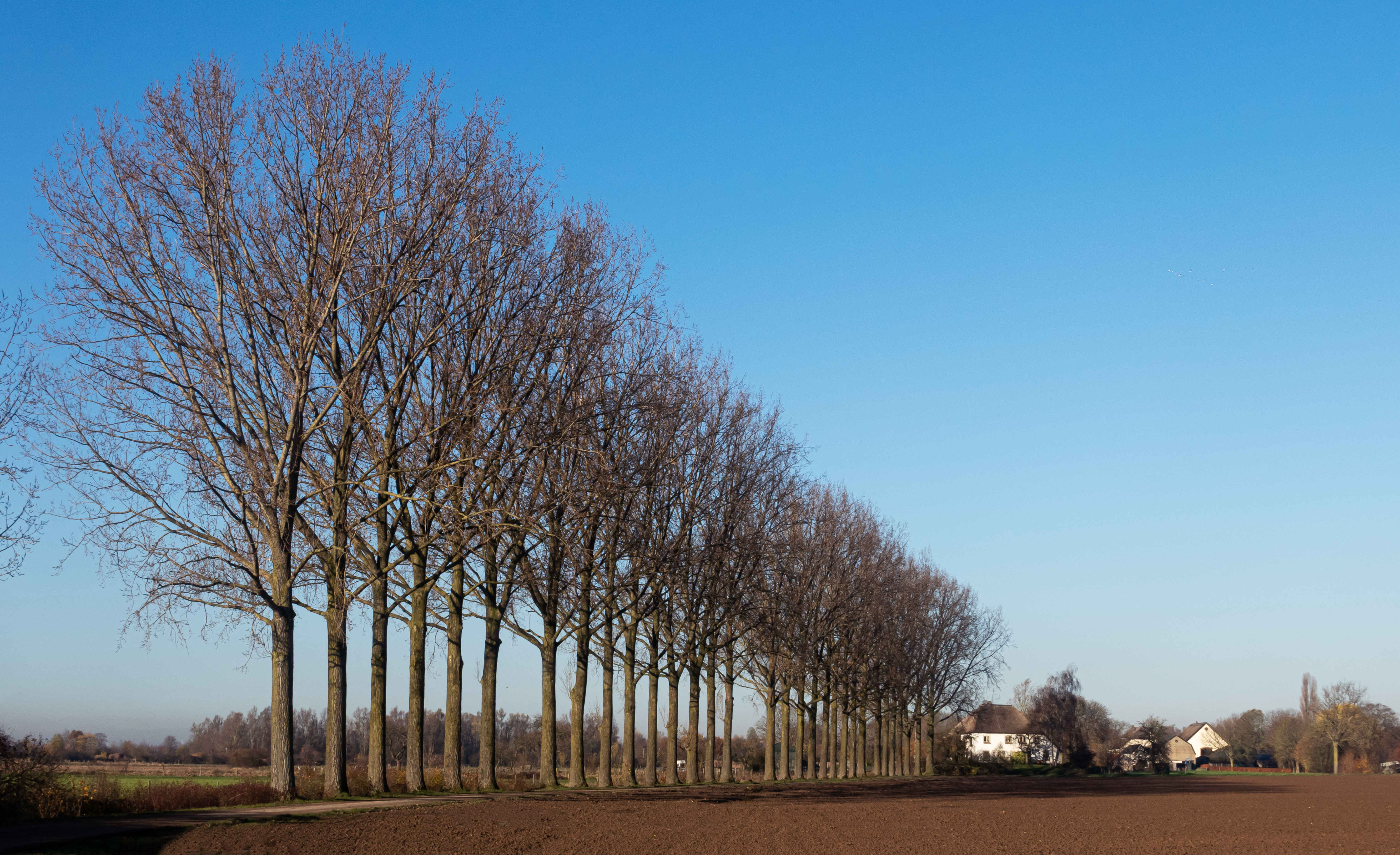
Les arbres de la Leutschestraat

## Personnalité
Daphne Deckers (en), modèle, auteure et actrice, a grandi dans ce village.